# 위선 (윤리학)
위선(영어: hypocrisy) 은 미덕이나 선을 표면적, 외관상으로 보여주나 실제적, 내면적 모습은 그렇지 못한 것을 말한다.  이 표현은 윤리적, 종교적인 사람의 본질을 폭로하거나 드러내는 데에 많이 사용된다.  이것은 한 사람이 다른 사람에 대하여 공격을 하거나 반격을 할 때에 사용되기도 한다.   

## 종교적 위선[1]
기독교에서는 예수 그리스도가 바리새인들에게 격노하며 정죄하는 대표적인 표현으로 사용하였다.  이것은 종교적으로 율법을 들이밀 때, 자신에게는 긍휼을 말하지만 남에게는 엄격한 형벌을 가하는 이중적 잣대를 가하는 행위를 의미한다. 즉, 자신이 지킬 수 없는 율법을 다른 사람들에게 요구하는 것을 위선이라고 정의한다.
이사야서 29장에는 위선의 죄에 대하여 언급하였다. 이것은 기독교에서 입으로만 주여 주여 하나, 마음이 떠난 상태를 의미한다.
이슬람교에서는 위선죄가 최악의 중죄 중의 하나이다.

## 정치적 위선[3]
대중적 지지를 호소하는 대다수의 정치인들에게서 인기몰이를 하기 위해서는 위선적인 태도에 대하여 간과하는 것이 일반적이다. 하지만, 국가부패지수를 감안할 때 위선적 정치인이 많은 국가일 수록 국가부패는 심함을 나타낸다. 정치적 위선은 주로 내로남불이라는 속어로 사용된다.  

## 위선자
위선은 주로 위선적인 행동을 하는 자들의 행동을 지적할 때 사용된다.  이러한 행동을 많이 하게 되면 위선자라는 불명예를 얻게 된다.  위선자가 주는 사회적 공분은 국가의 건전성에 매우 위험하다. 이런 경우 위선자들이 없는 사회를 공정한 사회라고 부르기도 한다.